# Quercus miquihuanensis
Quercus miquihuanensis — вид рослин з родини букових (Fagaceae); ендемік північно-східної Сьєрра-Мадре (Мексика).

## Опис
Цей вічнозелений чагарник зазвичай заввишки 1.5 м; може досягати 3–4 м. Кора темно-сіра, гладка. Гілочки темно-сірувато-запушені. Листки більш-менш широко еліптичні або овальні, іноді ланцетні, товсті, жорсткі, 2–6 × 1–2 см; основа округла або субсерцеподібна; верхівка гостра до загостреної з коротким шипом; край більш-менш потовщений, загнутий, цілісний, часто хвилястий; верх темно-зелений, іноді жовтуватий, шорсткий та зморшкуватий через виражені вторинні та третинні жилки, голий або з дрібними, розсіяними, зірчастими волосками, особливо біля основи; низ щільно іржаво шерстисто-вовнистий; ніжка вовниста 0.3–0.9 см завдовжки. Чоловічі суцвіття 2–3 см завдовжки; маточкові суцвіття 0.8–1.5 см, з 1–2 запушеними квітками. Жолуді дворічні, поодинокі або парні, на короткій ніжці, 0.8–1.2 см; чашечка охоплює 1/2 горіха.
Період цвітіння: квітень — травень. Період плодоношення: вересень — жовтень

## Поширення й екологія
Ендемік північно-східної Сьєрра-Мадре — Мексика (Тамауліпас, Нуево-Леон).
Росте в щільних чапаралях та відкритих місцях у хвойно-дубових лісистих ділянках на сланцевих ґрунтах вапняку; на висотах 2500–3050 м.

## Загрози
Лісозаготівлі та надмірний випас загрожують середовищу існування Q. miquihaunensis.